# Attique de l'Ouest
L’Attique de l’Ouest est un des 74 districts régionaux de Grèce. Elle fait partie de la périphérie de l’Attique. Elle recouvre la partie ouest de l’agglomération athénienne ainsi que la région s’étendant plus à l’ouest. Avant la réforme Kallikratis entrée en vigueur le 1er janvier 2011, elle avait le statut de nome avec la même étendue.

## Dèmes (municipalités)

Les dèmes (municipalités) d'Attique de l'Ouest

| Dème               | Nom grec        | Siège (si différent) | District municipal | Siège (si différent) | YPES code |
| ------------------ | --------------- | -------------------- | ------------------ | -------------------- | --------- |
| Aspropyrgos (2)    | Ασπρόπυργος     |                      | Aspropyrgos        |                      | 1102      |
| Éleusis (1)        | Ελεύσινα        |                      | Éleusis            |                      | 1104      |
| Éleusis (1)        | Ελεύσινα        | Magoúla              |                    | 1107                 |           |
| Fyli (5)           | Φυλή            | Áno Liósia           | Áno Liósia         |                      | 1101      |
| Fyli (5)           | Φυλή            | Áno Liósia           | Fyli               |                      | 1112      |
| Fyli (5)           | Φυλή            | Áno Liósia           | Zefyri (en)        |                      | 1106      |
| Mandra-Idyllia (3) | Μάνδρα-Ειδυλλία | Mandra (en)          | Erythrés           |                      | 1105      |
| Mandra-Idyllia (3) | Μάνδρα-Ειδυλλία | Mandra (en)          | Inoi               |                      | 1111      |
| Mandra-Idyllia (3) | Μάνδρα-Ειδυλλία | Mandra (en)          | Mandra             |                      | 1108      |
| Mandra-Idyllia (3) | Μάνδρα-Ειδυλλία | Mandra (en)          | Vília              |                      | 1103      |
| Mégare (4)         | Μέγαρα          |                      | Mégare             |                      | 1109      |
| Mégare (4)         | Μέγαρα          | Néa Péramos          |                    | 1110                 |           |